# لودونویل (نیویورک)
لودونویل (به انگلیسی: Loudonville) یک منطقهٔ مسکونی در ایالات متحده آمریکا است که در نیویورک واقع شده‌است. لودونویل ۱۲٫۹۵ کیلومتر مربع مساحت و ۱۰٬۸۲۲ نفر جمعیت دارد و ۱۰۶٫۰۷ متر بالاتر از سطح دریا واقع شده‌است.